# Lygodium kerstenii
Lygodium kerstenii là một loài dương xỉ trong họ Lygodiaceae. Loài này được Kuhn mô tả khoa học đầu tiên năm 1868.